# Got My Mind Set on You
Got My Mind Set on You ist ein Lied, das von Rudy Clark geschrieben wurde. Die erste Veröffentlichung stammt von James Ray und erschien im Jahr 1962.

## Hintergrund und Coverversion von George Harrison

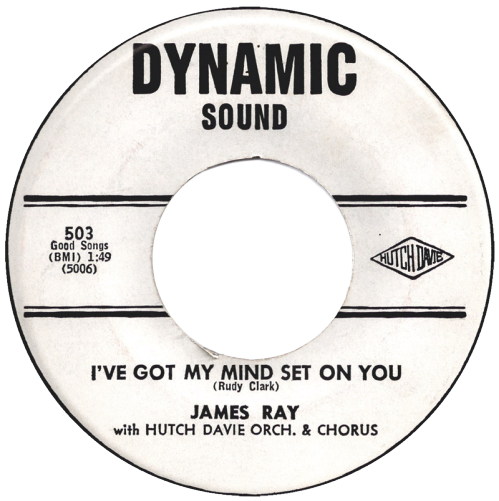
Label der Single, 1962

Der Song wurde von Rudy Clark geschrieben und ursprünglich 1962 von James Ray unter dem Titel "I've Got My Mind Set On You" aufgenommen. Die Singleveröffentlichung des Liedes war kein kommerzieller Erfolg. George Harrison hörte es zum ersten Mal, als er 1963 seine Schwester Louise in Illinois besuchte.
George Harrison sagte im September 1987 über die Entstehung der Aufnahme: „Das kam zustande, weil Jim Keltner einfach anfing, dieses Drum-Pattern zu spielen, und der Song schien genau darauf zu passen.“ 2020 ergänzte Jim Keltner gegenüber dem Uncut Magazin: „Ich fing an, ein Sample zu spielen, das ich von einer Platte mitgebracht hatte, die ich gerade in Los Angeles mit Andy Taylor und Steve Jones aufgenommen hatte. Ich spielte diesen Groove. Im hinteren Teil des Raumes begann Gary Wright an den Tasten die Akkordfolge zu "Got My Mind Set On You" zu spielen, dann begann George zu singen, Jeff stimmte ein und ziemlich bald spielten wir den Song. Wir sind alle ausgeflippt! Ich habe meine Drum-Spur von meinem SP12 aufgenommen, und alle haben darauf Overdubs gemacht.“
George Harrison brachte dann im Oktober 1987 eine Coverversion des Titels heraus, die von ihm in Kooperation mit Jeff Lynne produziert wurde. Diese Version ist in F-Dur notiert, steht im Viervierteltakt und hat eine Länge von 3:50 bzw. 3:51 Minuten. Diese Fassung erschien als Vorab-Singleauskopplung für Harrisons Album Cloud Nine.
Der Text versichert, sich auf die angesprochene Person festgelegt zu haben (“got my mind set on you”), dass es aber Geld und Zeit brauche, dies richtig zu machen (“but it’s gonna take money/time to do it right”). Diesmal seien seine Gefühle echt (“I know it’s real the feelings that I feel”).
In den USA, Kanada, Irland, Australien und Belgien wurde das Lied ein Nummer-eins-Hit, in weiteren Ländern gelangte der Titel in die Top-Ten der jeweiligen Charts. Got My Mind Set on You war 1988 der dritte und letzte Nummer-eins-Hit von Harrison in den Vereinigten Staaten und bislang dort der letzte Nummer-eins-Hit eines Ex-Beatles (Stand Oktober 2024).
Harrisons zweite und letzte Solo-Tournee fand im Dezember 1991 in Japan mit Eric Claptons Band statt. Eine Liveversion von Got My Mind Set on You, die am 15. Dezember im Tokyo Dome aufgenommen wurde, wurde im folgenden Jahr auf dem Album Live in Japan veröffentlicht.

## Aufnahme
Die Aufnahmen für Got My Mind Set on You fanden zwischen Januar und August 1987 in George Harrisons eigenem Friar Park Studio, Henley on Thames (F.P.S.H.O.T.), Oxfordshire statt. Ausführende Produzenten des Liedes waren Jeff Lynne und George Harrison. Toningenieure waren Richard Dodd und John Etchells.
Besetzung:
- George Harrison: Gesang, E-Gitarre, Akustikgitarre
- Jeff Lynne: E-Bass, Keyboard
- Jim Horn: Baritonsaxophon, Tenorsaxophon
- Jim Keltner: Schlagzeug
- Ray Cooper: Perkussion

## Musikvideo
Es wurden zwei Musikvideos zu Got My Mind Set on You gedreht.
Das erste Musikvideo entstand unter der Regie von Willy Smax. Es spielt in einer Spielhalle und zeigt Alexis Denisof, der versucht, eine junge Frau zu beeindrucken. Bei einem der Spielautomaten kann man sehen, wie George Harrison, Jeff Lynne und eine Band Got My Mind Set on You performen.
Nachdem Harrison bzw. Warner Brothers das erste Musikvideo nicht gefallen hatte, drehte man unter Regie von Gary Weis ein weiteres Video. In diesem zweiten Clip sitzt Harrison in einem Sessel in einem Geisterhaus, dessen Möbel sich bewegen und spielt Gitarre. Zwischendurch springt er plötzlich auf und gibt eine akrobatische Tanzeinlage, die sichtlich mit einem Double gedreht wurde. Das zweite Video, das von Vincent Paterson choreografiert wurde, wurde für drei MTV VMAs nominiert.

## Veröffentlichungen
- Im Juli 1962 wurde das Album James Ray von James Ray veröffentlicht, das I've Got My Mind Set on You enthält.[13]
- Die Single von James Ray Always / I've Got My Mind Set on You erschien am 8. Dezember 1962.[14][15]
- Die Single von George Harrison Got My Mind Set on You / Lay His Head erschien am 6. Oktober 1987 in den USA, in Großbritannien wurde die Single am 12. Oktober 1987 veröffentlicht.[16] Die B-Seite Lay His Head wurde ursprünglich für das Album Somewhere in England aufgenommen, erschien aber im Februar 1988 auf Songs by George Harrison. Bei dieser limitierten Veröffentlichung handelt es sich um eine Vier-Titel-EP mit einem Bildband, dessen sämtliche Exemplare von George Harrison unterschrieben wurden. In Europa erschien auch die 12″-Vinyl-Maxisingle: Got My Mind Set on You (Extended Version) / Got My Mind Set on You (Single Version) / Lay His Head, wobei die A-Seite eine verlängerte Abmischung ist.[17] In Großbritannien wurde die Maxisingle auch als Picture Disc[18] veröffentlicht und die 7″-Vinyl-Single in einer limitierten Pappbox mit zwei Postkarten.[19] Die Promotionsingle wurde in den USA wie folgt veröffentlicht: auf der A- und B-Seite befindet sich die Stereo-Version der A-Seite der Kaufsingle,[20] weiterhin wurde eine 12″-Vinyl-Promotionsingle[21] sowie eine Promotion-CD[22] veröffentlicht.
- Am 3. November 1987 wurde in den USA und am 2. November 1987 in Großbritannien das Album Cloud Nine veröffentlicht, auf dem sich Got My Mind Set on You befindet.
- Im Juni 1989 erschien in den USA die Single Got My Mind Set on You / When We Was Fab.[23]
- Eine Liveversion erschien im Juli 1992 auf dem Album Live in Japan.
- Got My Mind Set on You befindet sich auf den beiden Kompilationsalben von George Harrison Best of Dark Horse 1976–1989 (1989) und Let It Roll: Songs by George Harrison (2009).

## Kommerzieller Erfolg

### Chartplatzierungen
| ChartsChartplatzierungen       | Höchstplatzierung | Wochen |
| ------------------------------ | ----------------- | ------ |
| Deutschland (GfK)              | 7 (15 Wo.)        | 15     |
| Österreich (Ö3)                | 8 (4 Wo.)         | 4      |
| Schweiz (IFPI)                 | 11 (6 Wo.)        | 6      |
| Vereinigte Staaten (Billboard) | 1 (22 Wo.)        | 22     |
| Vereinigtes Königreich (OCC)   | 2 (15 Wo.)        | 15     |

| ChartsJahrescharts (1988)      | Platzierung |
| ------------------------------ | ----------- |
| Deutschland (GfK)              | 60          |
| Vereinigte Staaten (Billboard) | 3           |

### Auszeichnungen für Musikverkäufe
| Land/Region                  | Auszeichnungen für Musikverkäufe (Land/Region, Auszeichnung, Verkäufe) | Verkäufe |
| ---------------------------- | ---------------------------------------------------------------------- | -------- |
| Italien (FIMI)               | Gold                                                                   | 50.000   |
| Spanien (Promusicae)         | Gold                                                                   | 30.000   |
| Vereinigtes Königreich (BPI) | Platin                                                                 | 600.000  |
| Insgesamt                    | 2× Gold · 1× Platin ·                                                  | 680.000  |

## Weitere Coverversionen
Es gibt mindestens zwanzig weitere Coverversionen von Got My Mind Set on You.
- 1988: Weird Al Yankovic – auf seinem Album Even Worse als Parodie mit dem Titel (This Song’s Just) Six Words Long
- 2006: Shakin Stevens – auf seinem Album Now Listen